# Abbeville (Carolina del Sud)
Abbeville és una població dels Estats Units a l'estat de Carolina del Sud. Segons el cens del 2000 tenia 5.840 habitants.

## Demografia
Segons el cens del 2000, Abbeville tenia 5.840 habitants, 2.396 habitatges i 1.574 famílies. La densitat de població era de 384,1 habitants/km².
Dels 2.396 habitatges en un 30,7% hi vivien nens de menys de 18 anys, en un 37,1% hi vivien parelles casades, en un 23,9% dones solteres, i en un 34,3% no eren unitats familiars. En el 30,6% dels habitatges hi vivien persones soles el 13,9% de les quals corresponia a persones de 65 anys o més que vivien soles. El nombre mitjà de persones vivint en cada habitatge era de 2,39 i el nombre mitjà de persones que vivien en cada família era de 2,97.
Per edats la població es repartia de la següent manera: un 27,2% tenia menys de 18 anys, un 8,8% entre 18 i 24, un 25,9% entre 25 i 44, un 21,2% de 45 a 60 i un 16,8% 65 anys o més.
L'edat mediana era de 36 anys. Per cada 100 dones de 18 o més anys hi havia 73,9 homes.
La renda mediana per habitatge era de 25.756 $ i la renda mediana per família de 30.040 $. Els homes tenien una renda mediana de 28.339 $ mentre que les dones 21.824 $. La renda per capita de la població era de 13.274 $. Entorn del 16,3% de les famílies i el 19,8% de la població estaven per davall del llindar de pobresa.

## Poblacions més properes
El següent diagrama mostra les poblacions més properes.